# Impatiens chloroxantha
Impatiens chloroxantha là một loài thực vật có hoa trong họ Bóng nước. Loài này được Y.L. Chen mô tả khoa học đầu tiên năm 1988.